# Paideros (Koroplast)
Paideros (altgriechisch Παιδέρως) war ein griechischer Koroplast, der in der zweiten Hälfte des ersten Jahrhunderts in Myrina in Kleinasien tätig war.
Er ist nur von seiner Signatur auf einer Tonstatuette eines drapierten Jünglings bekannt. Die Statuette befindet sich heute im Cabinet des Médailles der Bibliothèque nationale de France in Paris.